# Paula Risikko
Paula Risikko (ur. 4 czerwca 1960 w Ylihärmä) – fińska polityk, nauczyciel akademicki, deputowana, od 2007 do 2011 minister opieki zdrowotnej i socjalnej, od 2011 do 2014 minister spraw społecznych i zdrowia, od 2014 do 2015 minister transportu i spraw lokalnych, w latach 2016–2018 minister spraw wewnętrznych, od 2018 do 2019 przewodnicząca Eduskunty.

## Życiorys
W 1979 zdała egzamin maturalny, w 1983 ukończyła podyplomowe studium pielęgniarskie w Seinäjoki. W 1990 uzyskała magisterium z zakresu opieki zdrowotnej na Uniwersytecie w Kuopio, w 1997 obroniła doktorat z nauk medycznych na Uniwersytecie w Tampere.
Pracowała jako pielęgniarka, następnie nauczycielka pielęgniarstwa. Od 1990 do 1994 była dyrektorem ds. nauczania w szkole opieki zdrowotnej w Seinäjoki, następnie przez rok menedżerem w instytucie pielęgniarstwa w Helsinkach. Pracowała później w różnych instytucjach naukowych i badawczych, od końca lat 90. związana z Politechniką w Seinäjoki. Pełniła na niej funkcje dyrektora departamentów, w 2003 została zastępcą rektora tej uczelni.
W 2003 po raz pierwszy dostała się do parlamentu z ramienia Partii Koalicji Narodowej. W wyborach parlamentarnych w 2007 uzyskała reelekcję w okręgu Vaasa. 19 kwietnia tego samego roku objęła urząd ministra opieki zdrowotnej i socjalnej w drugim rządzie Mattiego Vanhanena, do 1 stycznia 2008 była również ministrem w resorcie środowiska. Od 2004 do 2008 była wiceprzewodniczącą partii koalicyjnej. Utrzymała stanowisko ministra opieki zdrowotnej i socjalnej również w powołanym 22 czerwca 2010 rządzie Mari Kiviniemi.
W 2011 2015, 2019 i 2023 ponownie wybierana na deputowaną do Eduskunty.
22 czerwca 2011 w rządzie Jyrkiego Katainena przeszła na funkcję ministra spraw społecznych i zdrowia. Pozostała również w utworzonym 24 czerwca 2014 gabinecie Alexandra Stubba (jako minister transportu i spraw lokalnych), przegrywając wcześniej z nowym premierem wybory na przewodniczącego Partii Koalicji Narodowej. Zakończyła urzędowanie 29 maja 2015. 22 czerwca 2016 powróciła do administracji rządowej, dołączyła wówczas do rządu Juhy Sipili jako minister spraw wewnętrznych.
5 lutego 2018 odeszła z funkcji ministerialnej w związku z wyborem na przewodniczącą Eduskunty. Fińskim parlamentem kierowała do 16 kwietnia 2019.

## Odznaczenia
- Krzyż Wielki Orderu Sokoła Islandzkiego (Islandia, 2018)[7]